# Glutinium exasperans
Glutinium exasperans är en svampart som beskrevs av Fr. 1849. Glutinium exasperans ingår i släktet Glutinium, divisionen sporsäcksvampar och riket svampar.   Inga underarter finns listade i Catalogue of Life.